# Last to Know
«Last to know» es el cuarto y último sencillo del álbum Try This de la cantante estadounidense Pink. La canción utiliza diferentes sonidos de rock, dejando a un lado el sonido R&B que predominaba en su primer álbum. El sencillo tuvo un éxito moderado.

## Vídeoclip
El video promocional del sencillo fue un montaje de las diferentes presentaciones que hizo pink en el Try This Tour. La presentación del video se puede encontrar en el DVD Pink: Live in Europe.

## Posición en las listas de éxitos
- #21 (Reino Unido)
- #22 (Países Bajos)
- #46 (Suiza)
- #48 (Austria)
- #66 (Alemania)